# Denkmäler der Volksrepublik China (Liaoning)
Die folgende Tabelle bietet eine Übersicht zu sämtlichen Denkmälern der Provinz Liaoning  (Abk. Liao), die auf der Denkmalliste der Volksrepublik China stehen:
| Name                                                                 | Beschluss | Kreis/Ort                       | siehe (auch) | Bild |
| -------------------------------------------------------------------- | --------- | ------------------------------- | --- | ---- |
| Zhong-Su youyi jinian ta 中苏友谊纪念塔                              | 1-32      | Dalian shi 大连市               | Ehrensäule der chinesisch-sowjetischen Freundschaft (1957) (Dalian)                                                         |      |
| Fengguo si 奉国寺                                                    | 1-86      | Yi xian 义县                    | Fengguo-Tempel (Kreis Yi)                                                                                                   |      |
| Shenyang gugong 沈阳故宫                                             | 1-112     | Shenyang shi 沈阳市             | Kaiserpalast von Mukden (Shenyang)                                                                                          |      |
| Liaoyang bihua muqun 辽阳壁画墓群                                    | 1-167     | Liaoyang shi 辽阳市             | Wandmalereiengräber von Liaoyang (Liaoyang)                                                                                 |      |
| Qing Zhaoling 清昭陵                                                 | 2-61      | Shenyang shi 沈阳市             | Zhaoling-Mausoleum aus der Qing-Dynastie von Huang Taiji (Abahai/Kaiser Taizong) und seiner Gemahlin Bo'erjijite (Shenyang) |      |
| Pingdingshan can'an yizhi 平顶山惨案遗址                             | 3-34      | Fushun shi 抚顺市               | Stätte des Massakers von Pingdingshan (Fushun)                                                                              |      |
| Wanfotang shiku 万佛堂石窟                                           | 3-45      | Yi xian 义县                    | Wanfotang-Grotten (Kreis Yi)                                                                                                |      |
| Xingcheng gucheng 兴城古城                                           | 3-62      | Xingcheng Shi 兴城市            | Alte Stadtmauer von Xingcheng                                                                                               |      |
| Beizhen Miao 北镇庙                                                  | 3-127     | Beizhen Shi 北镇市              | Beizhen-Tempel (Beizhen) |      |
| Xuanzhen Guan 玄贞观                                                 | 3-128     | Gaizhou Shi 盖州市              | Daoistischer Xuanzhen-Tempel (Gaizhou)                                                                                      |      |
| Chaoyang Beita 朝阳北塔                                              | 3-140     | Chaoyang Shi 朝阳市             | Nördliche Pagode von Chaoyang (Chaoyang)                                                                                    |      |
| Chongxing si shuangta 崇兴寺双塔                                     | 3-151     | Beizhen shi 北镇市              | Zwei Pagoden des Chongxing-Tempels (Beizhen)                                                                                |      |
| Liaoyang Baita 辽阳白塔                                              | 3-152     | Liaoyang shi 辽阳市             | Weiße Pagode in Liaoyang (Liaoyang)                                                                                         |      |
| Lüshun jianyu jiuzhi 旅顺监狱旧址                                    | 3-160     | Dalian shi 大连市               | Ehemaliges Russisch-Japanisches Gefängnis von Lüshun (Dalian)                                                               |      |
| Jinniushan yizhi 金牛山遗址                                          | 3-183     | Dashiqiao shi 大石桥市          | Jinniushan-Stätte (Dashiqiao)                                                                                               |      |
| Niuheliang yizhi 牛河梁遗址                                          | 3-195     | Lingyuan shi 凌源市             | Niuheliang-Stätte (Hongshan-Kultur) (Lingyuan)                                                                              |      |
| Jiangnüshi yizhi 姜女石遗址                                          | 3-208     | Suizhong xian 绥中县            | Jiangnüshi-Stätten (Kreis Suizhong)                                                                                         |      |
| Yongling 永陵                                                        | 3-256     | Xinbin xian 新宾县              | Yongling-Mausoleum (Kreis Xinbin, Qing-Dynastie)                                                                            |      |
| Fuling 福陵                                                          | 3-257     | Shenyang shi 沈阳市             | Fuling-Mausoleum (Shenyang)                                                                                                 |      |
| Chahai yizhi 查海遗址                                                | 4-7       | Fuxin xian 阜新县               | Chahai-Stätte (Xinglongwa-Kultur) (Kreis Fuxin)                                                                             |      |
| Wunü Shan shancheng 五女山山城                                       | 4-36      | Huanren xian 桓仁县             | Bergstadt im Wunü Shan (Kreis Huanren)                                                                                      |      |
| Fenghuang Shan shancheng 凤凰山山城                                  | 4-37      | Fengcheng shi 凤城市            | Bergstadt im Fenghuang Shan (Fengcheng)                                                                                     |      |
| Shipengshan shipeng 石棚山石棚                                       | 4-58      | Gaizhou shi 盖州市              | Dolmen von Shipengshan (Gaizhou)                                                                                            |      |
| Wanli changcheng - Jiumenkou 万里长城—九门口                         | 4-136     | Suizhong xian 绥中县            | Große Mauer bei Jiumenkou (Kreis Suizhong)                                                                                  |      |
| Dalian Eguo jianzhu 大连俄国建筑                                     | 4-201     | Dalian shi 大连市               | Russische Gebäude von Dalian                                                                                                |      |
| Zhang Xueliang jiuju 张学良旧居                                      | 4-221     | Shenyang shi 沈阳市             | Ehemaliger Wohnsitz von Zhang Xueliang (Shenyang)                                                                           |      |
| Haicheng Xianrendong yizhi 海城仙人洞遗址                            | 5-23      | Haicheng shi 海城市             | Xianrendong-Stätte von Haicheng                                                                                             |      |
| Xinle yizhi 新乐遗址                                                 | 5-24      | Shenyang shi 沈阳市             | Xinle-Stätte (Shenyang), (Neolithikum)                                                                                      |      |
| Dongshanzui yizhi 东山嘴遗址                                         | 5-25      | Kalaqin zuoyi xian 喀喇沁左翼县 | Dongshanzui-Stätte der Hongshan-Kultur (Autonomer Kreis Harqin Linker Flügel der Mongolen)                                  |      |
| Ximucheng shipeng 析木城石棚                                         | 5-155     | Haicheng shi 海城市             | Dolmen von Ximucheng (Haicheng)                                                                                             |      |
| Yemaotai Liao mu 叶茂台辽墓                                          | 5-156     | Faku xian 法库县                | Liao-Gräber von Yemaotai (Kitan) (Kreis Faku)                                                                               |      |
| Guangji si gujianzhuqun 广济寺古建筑群                               | 5-282     | Jinzhou shi 锦州市              | Alte Gebäude des Guangji-Tempels (Jinzhou)                                                                                  |      |
| Changcheng - Yan changcheng yizhi 长城—燕长城遗址                    | 5–442(4)  | Kreis Jianping 建平县           | Große Mauer - Große Mauer aus dem Staat Yan (Zeit der Streitenden Reiche)                                                   |      |
| Dalian Zhongshan guangchang jindai jianzhuqun 大连中山广场近代建筑群 | 5-478     | Dalian shi 大连市               | Moderne Architektur des Zhongshan-Platzes in Dalian (Dalian)                                                                |      |
| Dongbei daxue jiuzhi 东北大学旧址                                    | 5-479     | Shenyang shi 沈阳市             | Dongbei-Universität (Northeastern University) (Shenyang)                                                                    |      |
| Miaohoushan yizhi 庙后山遗址                                         | 6-47      | Benxi xian 本溪县               | Miaohoushan-Stätte (Kreis Benxi)                                                                                            |      |
| Gaotaishan yizhi 高台山遗址                                          | 6-48      | Xinmin shi 新民市               | Gaotaishan-Stätte (Xinmin)                                                                                                  |      |
| Shitaizi shancheng 石台子山城                                        | 6-49      | Shenyang shi 沈阳市             | Bergstadt Shitaizi (Shenyang)                                                                                               |      |
| Hetu'ala gucheng 赫图阿拉故城                                        | 6-50      | Xinbin xian 新宾县              | Alte Stadt Hetu-ala (Kreis Xinbin)                                                                                          |      |
| Yuan taizi mu 袁台子墓                                               | 6-242     | Chaoyang xian 朝阳县            | Grab des Yuan taizi (Kreis Chaoyang)                                                                                        |      |
| Feng Sufu mu 冯素弗墓                                                | 6-243     | Beipiao shi 北票市              | Grab des Feng Sufu (Nördliche-Yan-Zeit) (Beipiao)                                                                           |      |
| Yunjie si ta 云接寺塔                                                | 6-497     | Chaoyang shi 朝阳市             | Pagode des Yunjie-Tempels (Chaoyang)                                                                                        |      |
| Zhongqiansuocheng 中前所城                                           | 6-498     | Suizhong xian 绥中县            | Zhongqiansuocheng (Kreis Suizhong)                                                                                          |      |
| Guangning cheng 广宁城                                               | 6-499     | Beizhen shi 北镇市              | Stadt Guangning (Ming-Dynastie) (Beizhen)                                                                                   |      |
| Youshun si 佑顺寺                                                    | 6-500     | Chaoyang shi 朝阳市             | Youshun-Kloster (Chaoyang)                                                                                                  |      |
| Shengshui si 圣水寺                                                  | 6-501     | Huludao shi 葫芦岛市            | Shengshui-Tempel (Huludao)                                                                                                  |      |
| Wanzhong mu 万忠墓                                                   | 6-914     | Dalian shi 大连市               | Wanzhong-Friedhof (der Opfer des Massakers von Lüshunkou (Port Arthur massacre) 1894) (Lüshunkou, Dalian)                   |      |
| Xibozu jiamiao 锡伯族家庙                                            | 6-915     | Shenyang shi 沈阳市             | Klantempel der Xibe (Shenyang)                                                                                              |      |
| Xipaotai yizhi 西炮台遗址                                            | 6-916     | Yingkou shi 营口市              | Xipaotai-Stätte (Yingkou)                                                                                                   |      |
| Guandong ting bowuguan jiuzhi 关东厅博物馆旧址                       | 6-917     | Dalian shi 大连市               | Museum der Residenz des Gouverneurs von Kwantung (heute Lüshun-Museum) (Dalian)                                             |      |
| Fuxin wanrenkeng 阜新万人坑                                          | 6-918     | Fuxin shi 阜新市                | Massengrab von Fuxin (1935–1945, Fuxin)                                                                                     |      |
| Yalu Jiang duanqiao 鸭绿江断桥                                       | 6-919     | Dandong shi 丹东市              | Zerstörte Brücke über den Yalu Jiang (Dandong)                                                                              |      |
| Fushun zhanfan guanlisuo jiuzhi 抚顺战犯管理所旧址                   | 6-920     | Fushun shi 抚顺市               | Ehemalige Stätte des Kriegsverbrecher-Verwaltungszentrums in Fushun (engl. Fushun War Criminals Management Center) (Fushun) |      |